# Shinetsu Five Mountains Trail Race
La Shinetsu Five Mountains Trail Race est une course d'Ultra-trail  se déroulant au Japon .

## Parcours
Deux parcours sont proposés, l'un de 110 km  (évalué à 101 km par l'ITRA) et l'autre, inauguré en 2017, de 100 miles  (évalué à 164.3km par l'ITRA). Les deux parcours connectent une série de cinq montagnes collectivement nommées "Shinetsu Gogaku" (Les cinq montagnes de Shinetsu)  localisées dans les préfectures de Niigata et Nagano au Japon.
Les parcours sont très "roulants", c'est-à-dire qu'il est possible de courir quasiment du début à la fin.
Il est possible d'être accompagné d'un "pacer" (personne qui accompagne le coureur sur une partie du parcours), à partir de 102 km sur le 100 miles et à partir de 65 km sur le 110 km.
Le directeur de course est un traileur professionnel japonais du nom de Hiroki Hishikawa.

## Côte ITRA

### 110km[5]
- Points ITRA: 5
- Niveau Montagne: 5
- Critère finisher: 360

### 100miles[6]
- Points ITRA: 6
- Niveau Montagne: 5
- Critère finisher: 480